# Bruno Santos da Silva
Bruno Santos da Silva eller Bruno Santos, född 31 augusti 1983, är en brasiliansk fotbollsspelare. 
Han spelade mellan 2003 och 2007 för IFK Norrköping och åkte efter säsongen 2007 hem till Brasilien. Därefter flyttade han till LB Châteauroux, en klubb i Frankrike som tränades av Jean-Pierre Papin. Han bröt kontraktet med klubben och i januari 2010 skrev han på för Ceará Sporting Club.[källa behövs]
Den 27 juni 2010 blev det offentligt att han återigen har skrivit kontrakt med IFK Norrköping för 3,5 år. I mars 2012 lånade IFK Norrköping ut Santos och Riki Cakic till Ljungskile SK, ett lån fram till 31 juli 2012. Den 23 juli 2012 förlängde klubbarna lånet av Santos fram till slutet av säsongen. Trots han hade ett år kvar på kontraktet valde IFK Norrköping den 14 mars 2013 att bryta kontraktet med Santos.

## Meriter
- Vann skytteligan i Superettan: 2005 (17 mål)
- Seger Superettan: 2007 (med IFK Norrköping)